# Ludvig Ahlin-Hamberg
Ludvig-Ahlin Hamberg, född 24 juli 1996 i Stockholm, är en svensk kanotist och drakbåtspaddlare. Han bor i Vällingby och tävlar för Stockholms paddlarklubb.

## Drakbåt
Vid drakbåts-VM 2013 i Szeged i Ungern, gjorde Ahlin-Hamberg sin landslagsdebut i det svenska U24-landslaget. Han var yngst av de 25 lagmedlemmarna. Ahlin-Hamberg tog silver i 20manna mixed 1000 meter, brons i 20manna mixed 500 meter och tog även VM-guld i 10manna herr 200 meter, vilket var Sveriges första VM-guld någonsin i drakbåt och det första svenska mästerskapsguldet på 13 år.
Två år senare deltog Ahlin-Hamberg i drakbåts-VM 2015 i Welland i Kanada. Vid denna tävling tog han två bronsmedaljer, i 20manna mixed 200 meter och 20manna mixed 2000 meter.
Ahlin-Hamberg har även fem medaljer från SM i drakbåt, tre silver och ett guld i 10manna mixed 500 meter från 2015. Under SM i drakbåt har han tävlat för Örnsbergs kanotsällskap, förutom 2017 då han tävlade för Stockholms paddlarklubb.
2016 tävlade Ahlin-Hamberg på drakbåts-EM i Rom den 29-31 juli samt drakbåts-VM i Moskva den 8-11 september.

### Meriter
IDBF-VM
- Welland 2015
  - Brons 20manna mix 200m (U24) [3]
  - Brons 20manna mix 2000m (U24) [3]
- Szeged 2013
  - Guld 10manna herr 200m (U24) [4]
  - Silver 20manna mix 1000m (U24) [4]
  - Brons 20manna mix 500m (U24) [4]

EDBF-EM
- Brandenburg 2018
  - Guld 10manna mix 200m [5]
  - Brons 10manna herr 200m [5]
  - Brons 10manna mix 500m [5]
  - Brons 10manna mix 2000m [5]
  - Brons 10manna herr 200m (U24) [5]
  - Brons 10manna herr 500m (U24) [5]

- Rom 2016
  - Guld 10manna herr 200m (U24) [6]
  - Guld 10manna herr 1500m (U24) [6]
  - Silver 10manna herr 500m (U24) [6]

SM
- Nyköping 2019
  - Brons 10manna mix 500m
- Nyköping 2018
  - Brons 10manna mix 200m
  - Silver 10manna mix 500m
- Jönköping 2017
  - Brons 10manna mix 500m
- Hofors 2016
  - Guld 10manna mix 200m
  - Guld 10manna mix 500m
- Nyköping 2015
  - Guld 10manna mix 500m
  - Silver 10manna mix 200m
- Jönköping 2014
  - Silver 10manna mix 200m
  - Silver 10manna mix 500m

## Bildgalleri

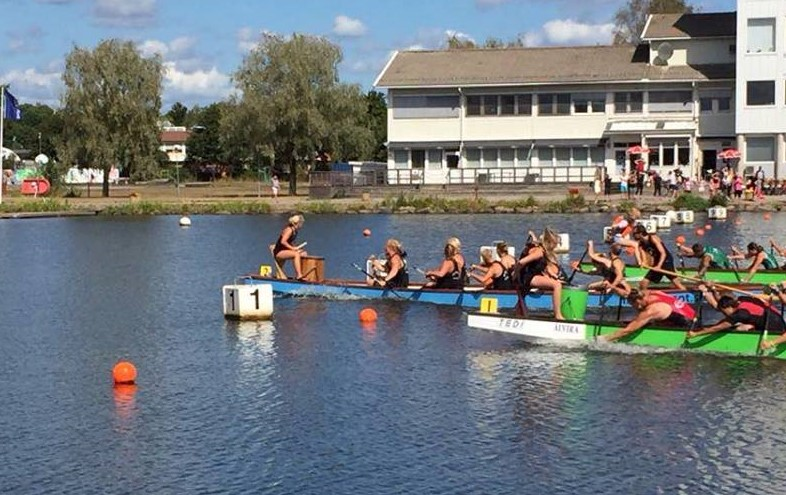
SM-final i Nyköping, SM-silver, 200m 2018.
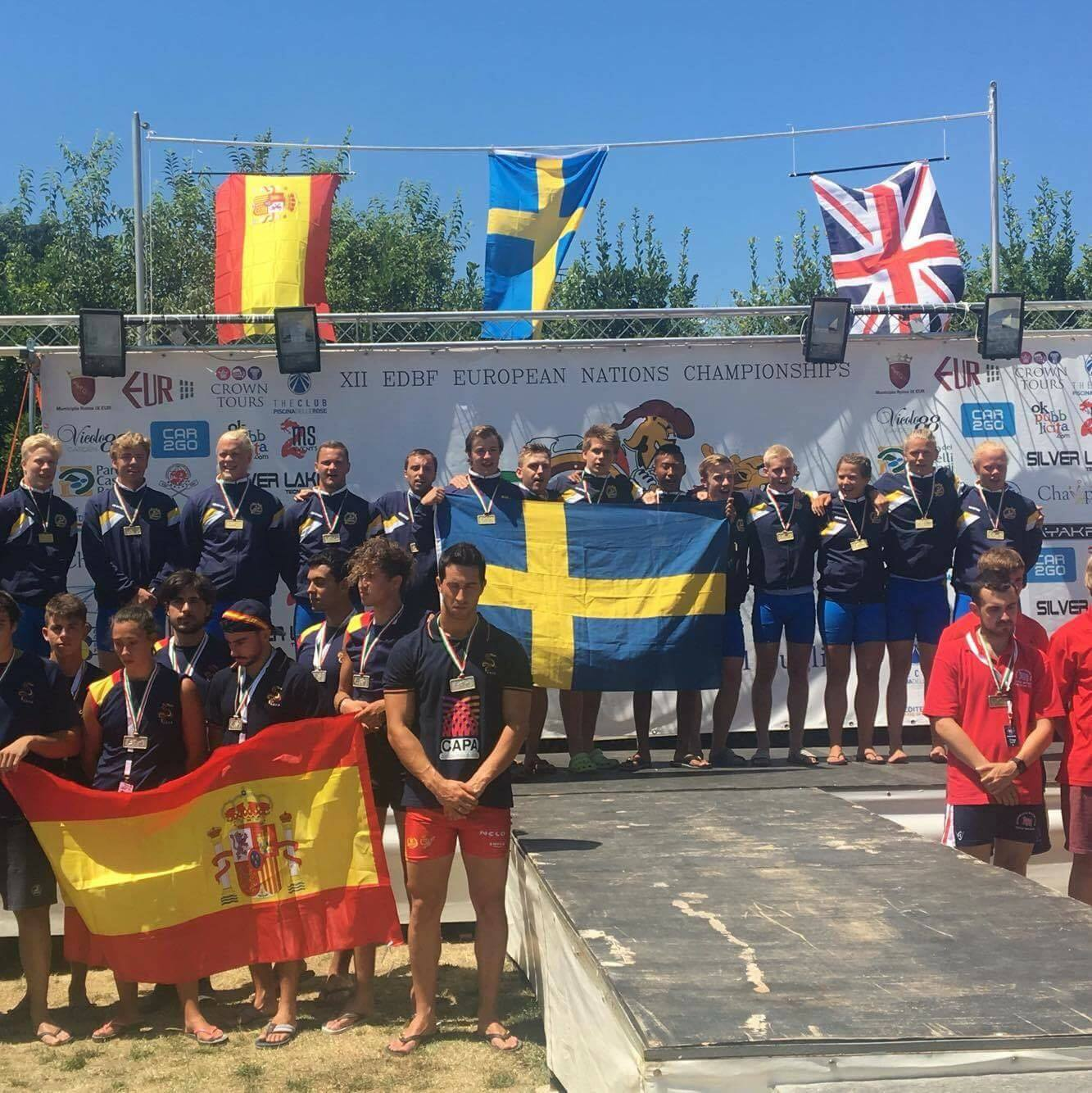
Medaljceremoni, EM-guld i U24, 200m 2016
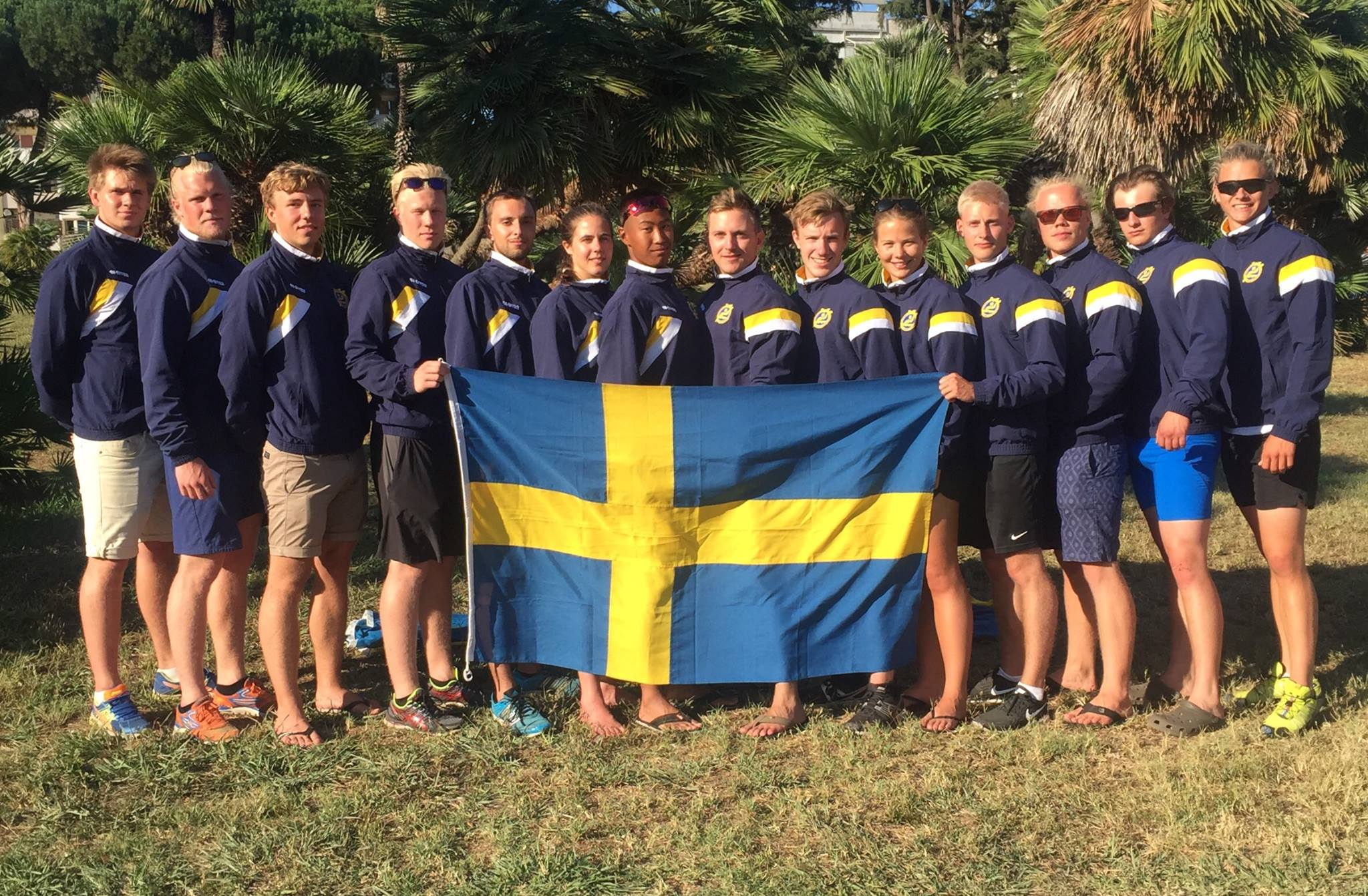
Lagfoto, EM-guld i U24, 1500m 2016
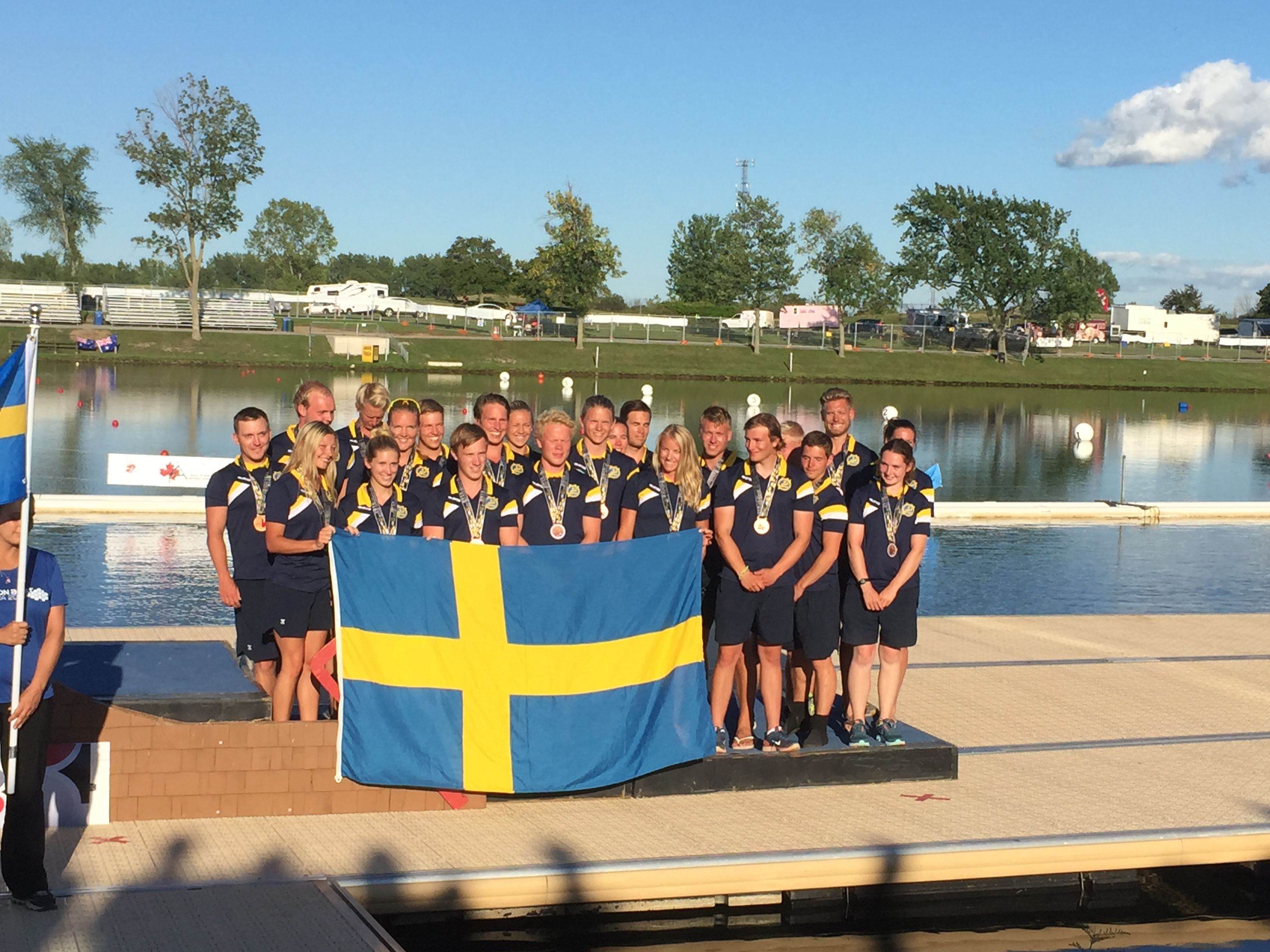
Medaljceremoni, VM-brons i U24, 200m 2015
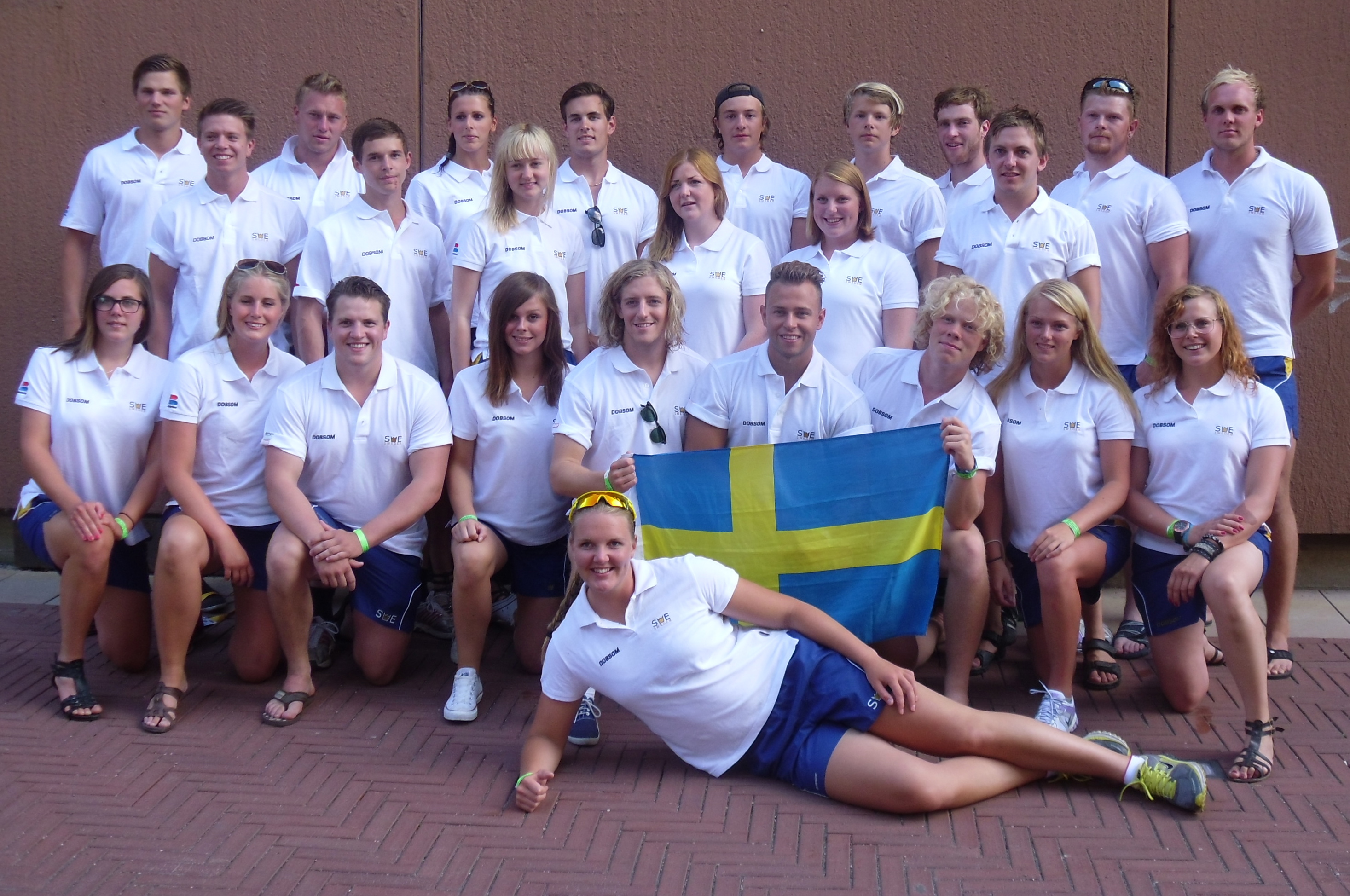
Lagfoto, VM-brons i U24, 500m 2013
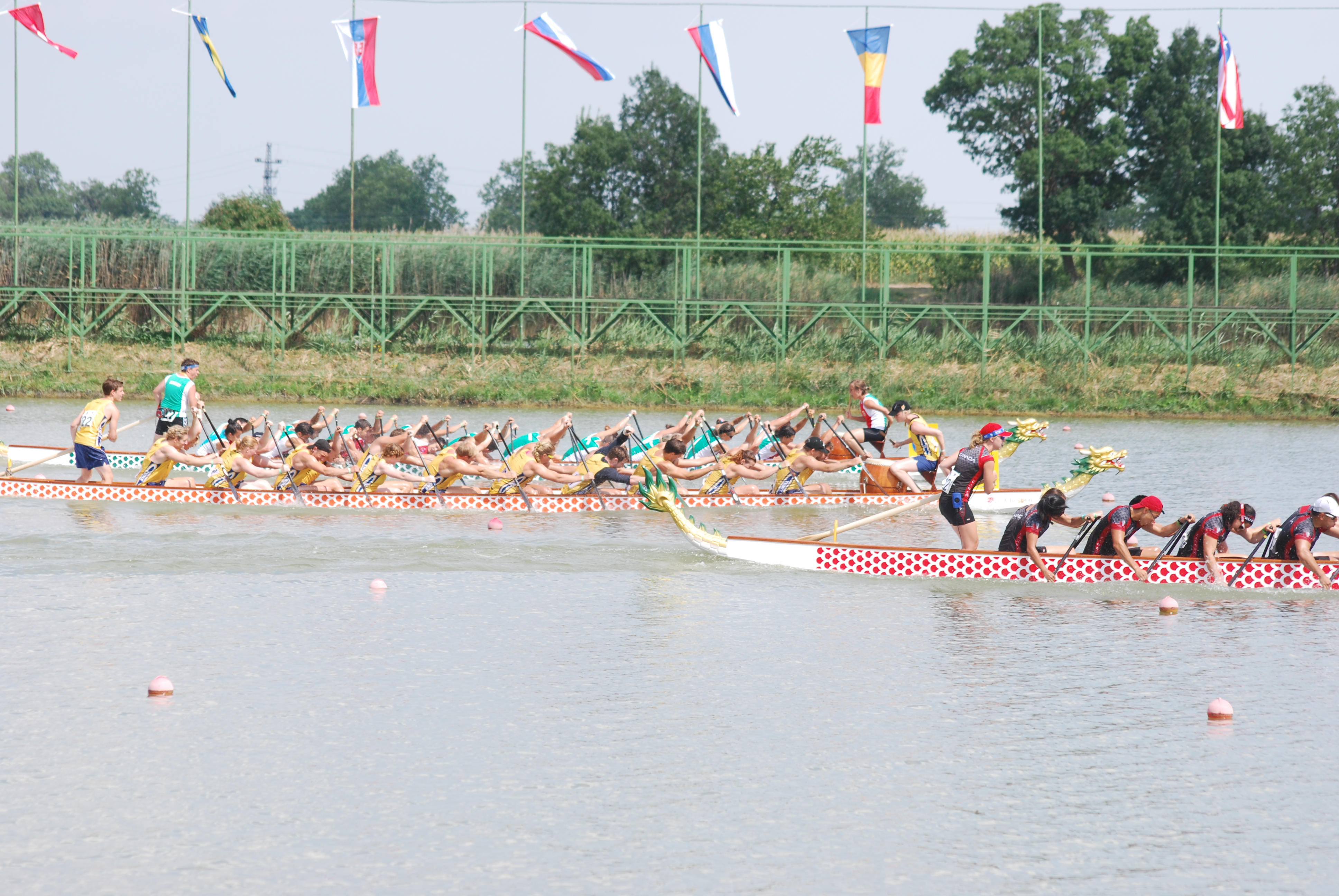
VM-final, VM-silver i U24, 1000m 2013
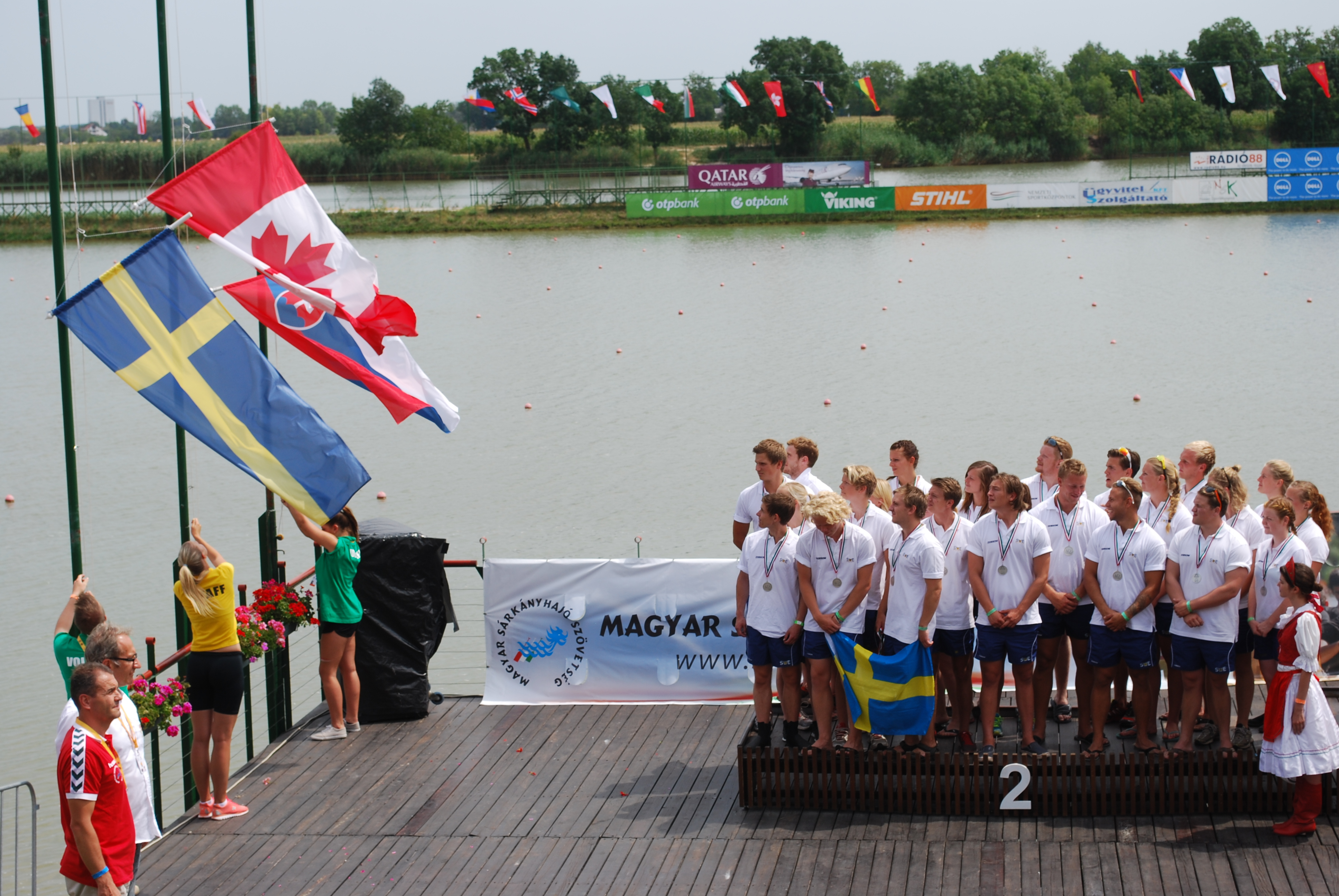
Medaljceremoni, VM-silver i U24, 1000m 2013
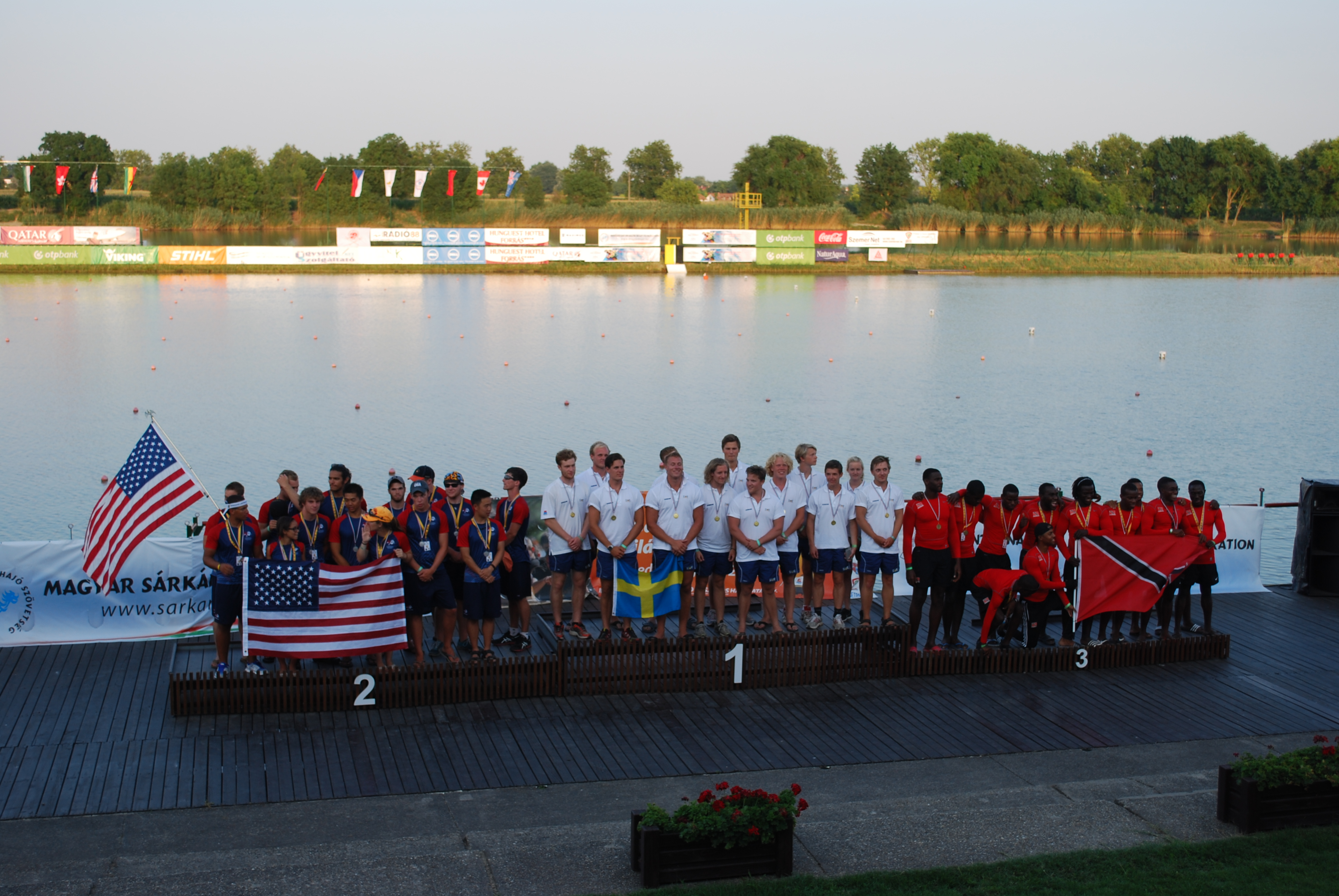
Medaljceremoni, VM-guld i U24, 200m 2013